# Count Your Blessings
Count Your Blessings – debiutancki album studyjny brytyjskiego zespołu Bring Me the Horizon. Wydany w Wielkiej Brytanii 30 października 2006 nakładem Visible Noise oraz w Stanach Zjednoczonych 14 sierpnia 2007 nakładem Earache Records. Nagrany w DEP International Studios w Birmingham wraz z producentem Danem Spriggem, który wcześniej współpracował z takimi zespołami jak Cradle of Filth czy Napalm Death. Count Your Blessings jest określane jako deathcore, metalcore oraz melodic death metal. Wersja albumu sprzedawana w sklepach sieci Hot Topic zawierała dodatek w postaci coveru utworu Eyeless zespołu Slipknot. 

## Lista utworów
Opracowano na podstawie materiału źródłowego:.
| Nr  | Tytuł utworu                       | Długość |
| --- | ---------------------------------- | ------- |
| 1.  | „Pray For Plagues”                 | 4:22    |
| 2.  | „Tell Slater Not To Wash His Dick” | 3:30    |
| 3.  | „For Stevie Wonder's Eyes Only”    | 4:30    |
| 4.  | „A Lot Like Vegas”                 | 2:10    |
| 5.  | „Black & Blue”                     | 4:34    |
| 6.  | „Slow Dance”                       | 1:16    |
| 7.  | „Liquor & Love Lost”               | 2:39    |
| 8.  | „(I Used To Make Out With) Medusa” | 5:39    |
| 9.  | „Fifteen Fathoms, Counting”        | 1:57    |
| 10. | „Off The Heezay”                   | 5:39    |
|     |                                    | 36:16   |

## Skład
Opracowano na podstawie materiału źródłowego:

### Bring Me the Horizon
- Oliver Sykes – wokal
- Lee Malia – gitara
- Curtis Ward – gitara
- Matt Kean – gitara basowa
- Matt Nicholls – perkusja

### Pozostali
- Dan Sprigg – produkcja, mix, mastering
- Tom Barnes – fotografie
- Julie Weir – A&R

## Notowania
| Lista przebojów (2006)                       | Najwyższa pozycja |
| -------------------------------------------- | ----------------- |
| Wielka Brytania (OCC)                        | 93                |
| Wielka Brytania (OCC UK Rock & Metal Albums) | 9                 |